# Кратер на пингвините
Кратерът на пингвините (на френски: Cratère des Pingualuit), наречен още Кратер на Нов Квебек (Cratère du Nouveau-Québec), е кратер в Северна Америка, в далечния север на провинция Квебек, Канада.
Той е сред най-младите кратери на континента (около 1,4 ± 0,1 милиона години) и най-добре запазените в света.
Кратерът на пингвините има форма на почти правилен кръг с диаметър 3.44 километра. Бреговете му са ясно очертани, с височина 163 м над повърхността на езеро, известно като „Езерото на пингвините“ или „Езерото на кратера“. Дълбочината на езерото достига до 252 м, а водата е кристално чиста и съвсем слабо солена.
Кратерът е класифициран през 1950 г. от Виктор Бен Мена от Кралския музей на Онтарио. Той е най-важният обект в района на провинциалния „Парк на пингвините“.